# Soleil Royal (1749)
Pour les autres navires du même nom, voir Soleil Royal.
Le Soleil-Royal est un navire de guerre français en service de 1750 à 1759. C'est un vaisseau de ligne de deuxième rang à deux ponts portant 80 canons, le troisième du nom dans la Marine royale française. Il est mis en chantier pendant la vague de construction qui sépare la fin de la guerre de Succession d'Autriche (1748) du début de la guerre de Sept Ans (1755).
Vaisseau-amiral de l'escadre de Brest, il est un peu plus grand et plus fortement armé que les autres 80 canons construits pendant la même période que lui. Bâtiment de prestige, il ne sert qu'une fois en opération, en 1759. Il est détruit cette même année, au surlendemain de la bataille des Cardinaux.

## Naissance et caractéristiques d'un vaisseau amiral

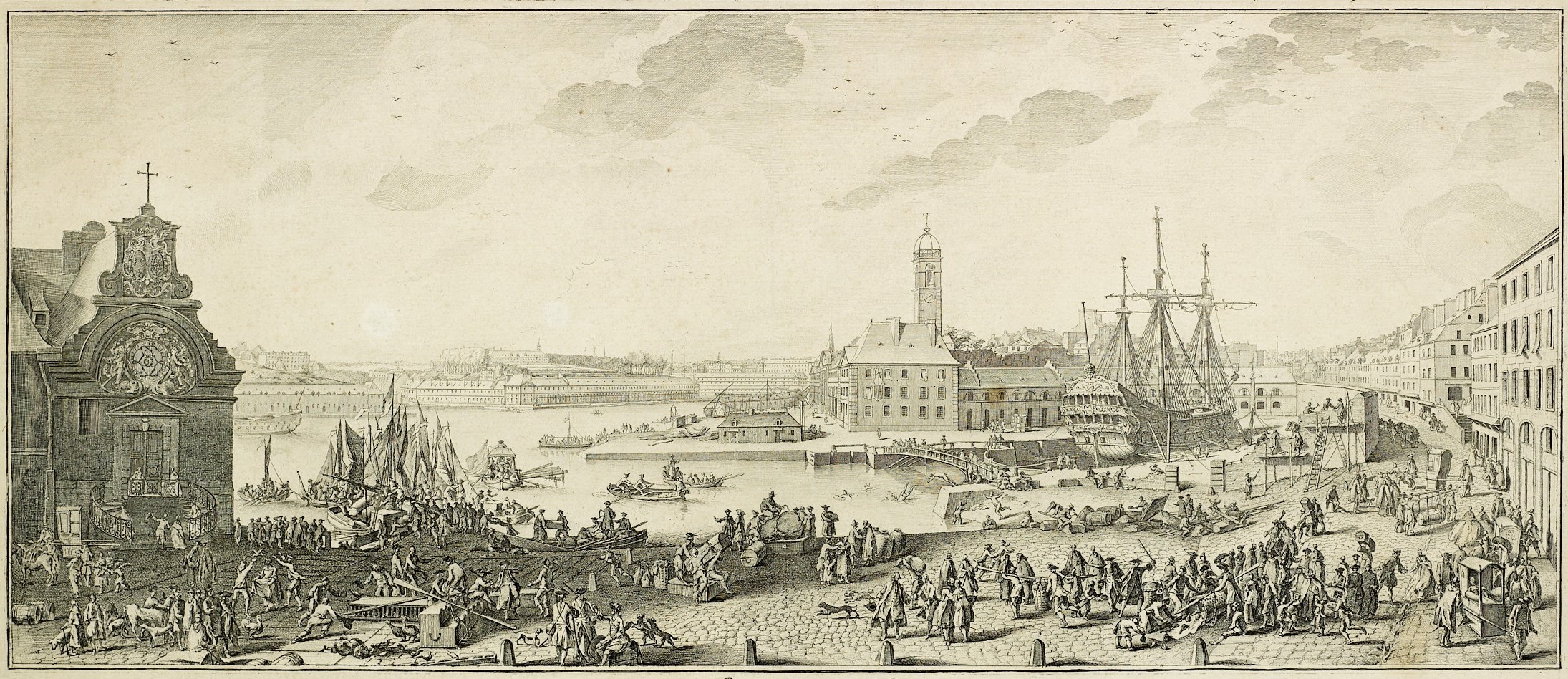
L'arsenal de Brest à l'époque où le Soleil Royal y a été construit et où il a stationné jusqu'en 1759.

Le Soleil Royal est lancé à Brest en 1749 et fait partie de la nouvelle série des deux-ponts plus puissants construits à cette époque pour obtenir un bon rapport coût/manœuvrabilité/armement afin de pouvoir tenir tête à la marine anglaise qui dispose de beaucoup plus de navires. Il est mis sur cale au moment où s’achève la guerre de Succession d’Autriche qui a vu la perte de beaucoup de navires et qui nécessite le renouvellement de nombre d’autres qui sont très usés. Il fait partie des onze vaisseaux lancés en 1749, chiffre très élevé pour la marine française de cette époque. C’est le deuxième bâtiment de ce type après le Tonnant lancé en 1743 et qui vient de faire ses preuves au combat.
Comme pour tous les vaisseaux de son temps, la coque du Soleil Royal est en chêne, bois lourd et très résistant. Il a été soigneusement sélectionné par les charpentiers pour sa qualité de coupe et son séchage. Près de 3 000 chênes vieux de 80 à 100 ans ont été nécessaires à sa construction. Pour l’essentiel, ils ont été fournis par les forêts du nord-ouest (pays nantais, Maine) et du centre du royaume (Nivernais, Berry, Bourbonnais) en suivant le bassin de la Loire. Le gréement, (mâts et vergues) est en pin, bois plus léger et souple. De 30 à 35 pins ont été assemblés pour former la mâture. Comme pour la Royal Navy, ce bois a été acheté en Europe du Nord, autour de la Baltique, région qui fournit les essences de pin réputées les meilleures car peu cassantes. Les affûts des canons et des pompes sont en orme, les sculptures de la proue et de la poupe sont en tilleul et en peuplier, les poulies sont en gaïac. Les menuiseries intérieures sont en noyer. Les cordages (plus de 80 tonnes) et les voiles (à peu près 3 000 m2) sont en chanvre de Bretagne.
Dessiné par Jacques Luc Coulomb, le Soleil Royal est long de 183 pieds 2 pouces français, large de 48 pieds 6 pouces et profond de 23 pieds ; il déplace 2 200 tonneaux. Bénéficiant de l’expérience acquise sur le Tonnant, il est plus long de 14,2 pieds et plus large de 4,6 pieds. Gabarit qui s’explique aussi par le nom du vaisseau : le Soleil Royal se doit d’être plus grand car il est destiné à la fonction de vaisseau-amiral, symbolisant la puissance de la Monarchie française sur mer. Cette symbolique se voit aussi pour l’armement : il embarque une prestigieuse et coûteuse artillerie de bronze alors que les autres vaisseaux sont équipés de pièces en fer. L’armement se répartit de la façon suivante :
- le premier pont, percé à 15 sabords porte trente canons de 36 livres ;
- le second, percé à 16 sabords porte trente-deux pièces de 24 livres ;
- les gaillards avant et arrière se répartissent dix-huit pièces de 8 livres.

Pour bien marquer aussi sa particularité par rapport aux autres 80 canons lancés à peu près au même moment que lui (le Foudroyant, le Formidable, le Duc de Bourgogne), sa deuxième batterie est plus puissante car elle porte du 24 livres au lieu du 18 livres, ce qui restera la norme, pour ce type de vaisseau jusqu’en 1765. Le poids de la bordée est de 996 livres (à peu près 488 kg) et le double si le navire fait feu simultanément sur les deux bords. En moyenne, chaque canon dispose de 50 à 60 boulets. Sachant que la Marine de Louis XV n'a plus de trois-ponts de 100-110 canons à flot depuis le début des années 1740, le Soleil Royal est donc la plus puissante unité de la flotte dans les années 1750.

## La carrière du vaisseau pendant la guerre de Sept Ans

### Quatre années à quai (1755-1759)
La logique voudrait que le Soleil-Royal serve de vaisseau amiral pour les opérations dans l’Atlantique lorsque la guerre reprend avec l’Angleterre. Or il n’en est rien. C’est le Formidable qui est employé dans cette fonction au printemps 1755 dans l’escadre de Macnemara puis de Duguay qui patrouille au large de Brest pour protéger le départ des renforts vers le Canada et l'arrivée des convois commerciaux. En 1757, c’est encore le Formidable qui sert de vaisseau-amiral à Dubois de la Motte dans l’importante concentration navale (dix-huit vaisseaux) qui sauve Louisbourg de l'invasion cette année-là. Dans cette force se trouve aussi le Tonnant et le Duc de Bourgogne. Du Soleil Royal point… L’explication est simple : la Monarchie, prudente, ne veut prendre aucun risque avec cette unité de guerre au nom prestigieux et symbolique. Le Soleil Royal reste donc à quai à Brest les quatre premières années du conflit.
Tout change en 1759 avec l’intensification de la guerre. Le gouvernement de Louis XV, qui veut venger les insultes de la Royal Navy sur les côtes françaises (île d'Aix, Saint-Malo, Saint-Cast, Le Havre) et les attaques sur ses colonies (Chandernagor, Louisbourg, Gorée, Guadeloupe) décide de frapper un grand coup en débarquant en Angleterre. La préparation de cette opération d’envergure occupe toute l’année 1759 et nécessite la mobilisation du maximum de vaisseaux. Le Soleil Royal va donc occuper pour la première fois le rôle pour lequel il a été construit : prendre la tête d'une grande escadre. Il est placé sous le commandement de Paul Osée Bidé de Chézac, mais le vrai maître à bord est le vice-amiral Hubert de Brienne de Conflans, vieux marin expérimenté (69 ans) qui totalise 54 ans de service et que le roi a fait maréchal l’année précédente.

### LeSoleil Royalà la bataille des Cardinaux (1759)

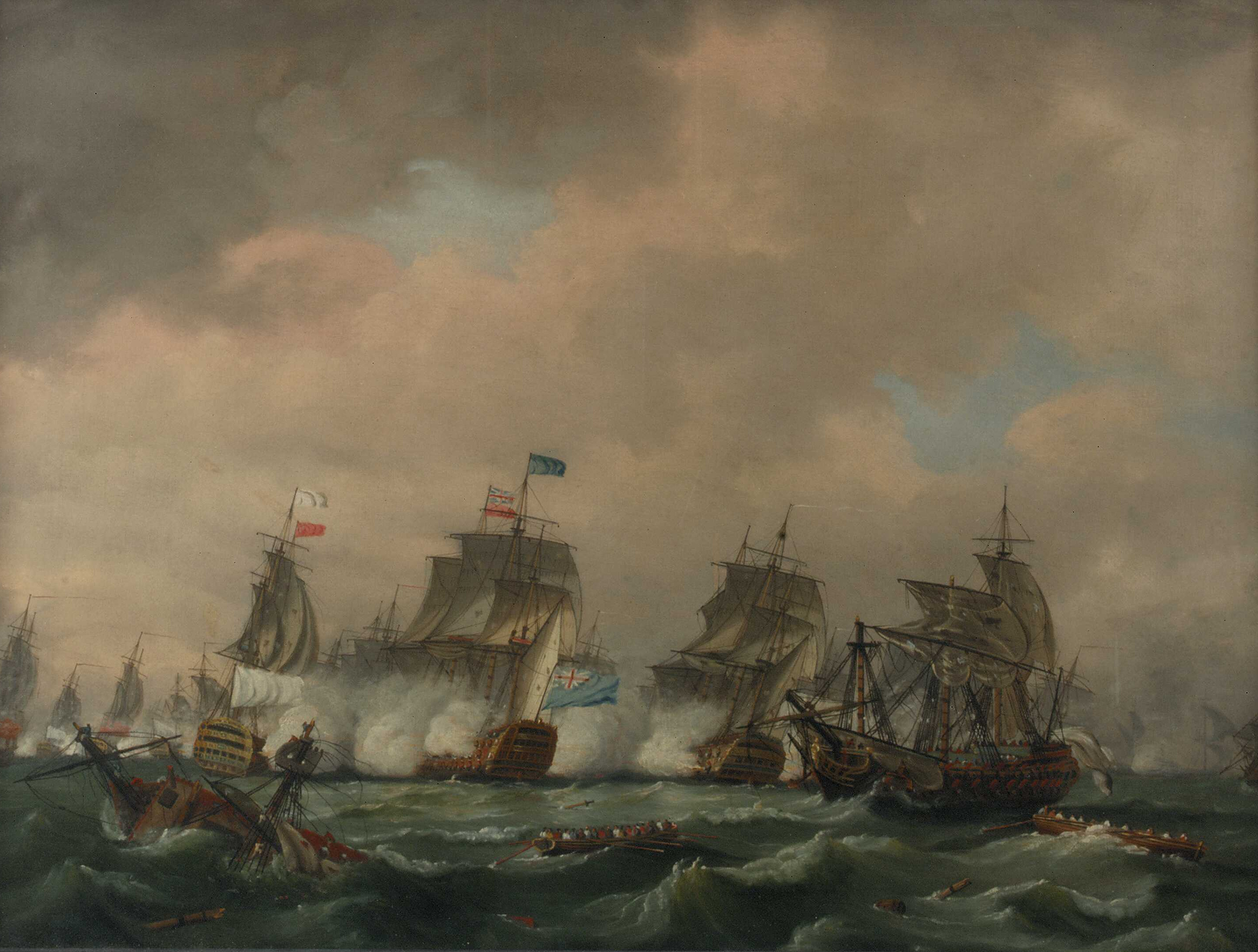
La bataille des Cardinaux, avec à gauche le Soleil Royal au combat contre le HMS Royal Georges.

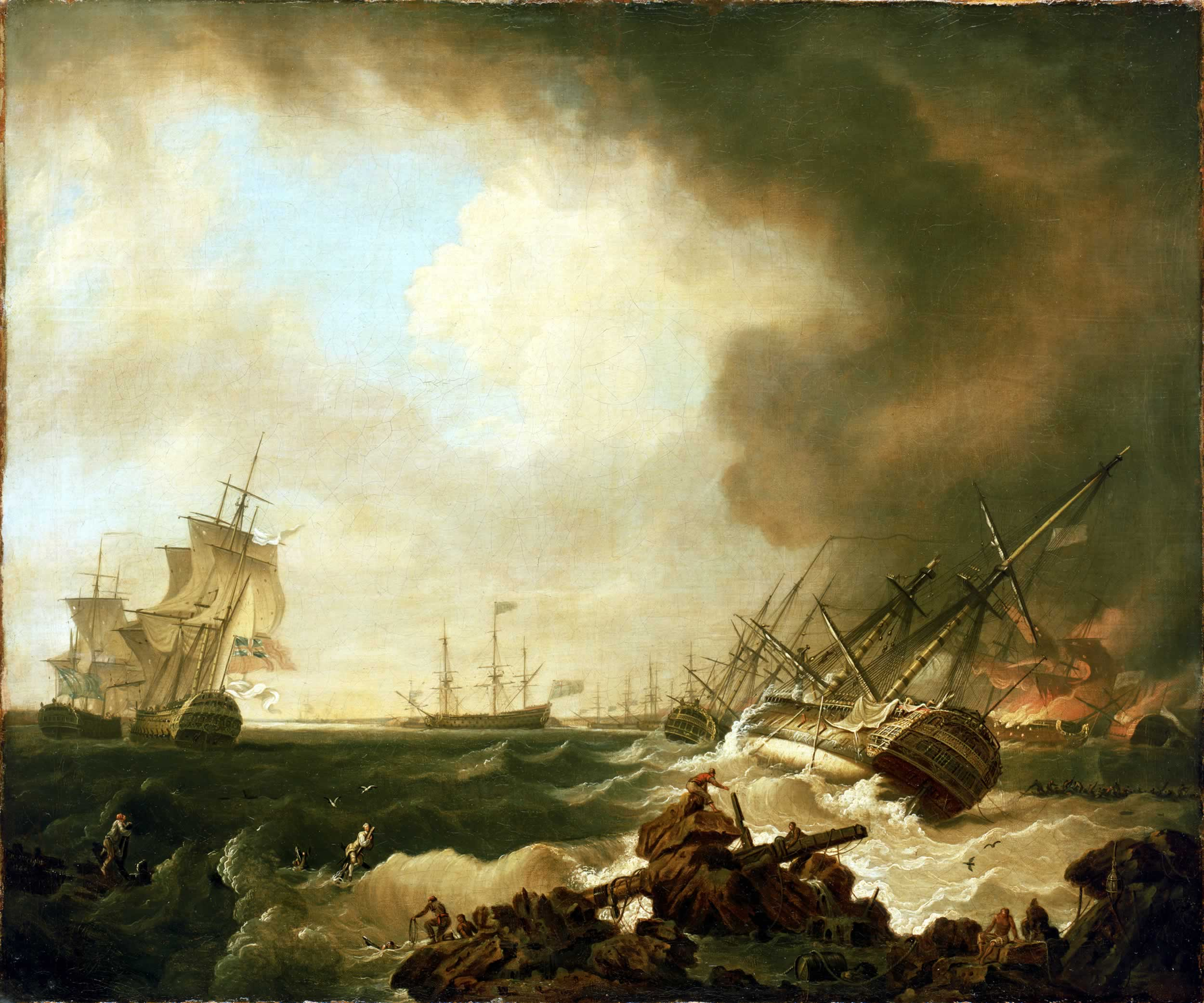
Le surlendemain de la bataille, avec à droite, l'incendie du Soleil Royal à côté du Héros.

Plan de la bataille des Cardinaux, avec la position du Soleil Royal au moment de sa destruction près du petit port du Croisic.

Avec 950 hommes (hors état-major et mousses), le Soleil Royal est doté d’un équipage presque pléthorique mais qui témoigne de son importance dans l’armée navale. Les autres 80 canons de l’escadre embarquent pratiquement tout leur effectif réglementaire (800 hommes sur le Formidable et le Tonnant, 750 hommes sur l’Orient), chance que n’ont pas les autres vaisseaux de 74, 70 ou 64 canons qui accusent souvent un déficit d’une centaine d’hommes, voire plus. Ce manque de matelots s’explique par les rafles de la marine anglaise sur les navires civils au début du conflit et par la catastrophique épidémie de typhus de l'année précédente qui a causé des milliers de morts à Brest et a complètement désorganisé les armements. Beaucoup de vaisseaux ont un équipage de fortune complété avec des artilleurs de terre et des bateliers de rivière, mais sans doute pas le Soleil Royal. Les courriers échangés par Conflans et le ministère montrent aussi que le vaisseau est en excellent état, alors qu'il n’en va pas de même pour les autres unités de la flotte usées par quatre années de guerre et le manque d’entretien.
Le 14 novembre 1759, le Soleil Royal sort de Brest à la tête de l’armée navale. Elle compte vingt-et-un vaisseaux, cinq frégates et corvettes et a pour mission d’escorter un important corps d’armée massé dans la région de Vannes et qui doit embarquer à Quiberon à destination de l’Irlande. Les Anglais, parfaitement au courant de ce plan grâce à leurs espions, montent la garde devant Brest depuis des mois avec une importante escadre, mais une tempête d’automne les a écarté quelques semaines de leur position. L’océan provisoirement dégagé, Conflans a le temps de manœuvrer pour se diriger vers le Morbihan où l’attend l’armée d’invasion. Le 19 novembre, la flotte est au large de Belle-Ile. Au matin du 20 novembre, il croise les quatre ou cinq bâtiments de la division du commodore Duff qui surveille cette partie de la côte. Conflans leur fait aussitôt donner la chasse, mais bientôt les vigies signalent trente-deux voiles à l’horizon. Ce sont les forces de Edward Hawke qui ont appareillé en urgence de Torbay le 17 novembre, prévenues par les frégates restées dans les eaux de Brest. Elles comptent vingt-trois vaisseaux de ligne et neuf bâtiments plus petits.
Le déséquilibre des forces n’est pas significatif, mais Conflans, au vu de l’état de sa flotte et de ses équipages préfère éviter le combat et donne aussitôt l’ordre de retraite vers la baie de Quiberon . Cette zone pleine de hauts-fonds et de récifs est réputée dangereuse. Conflans pense que Hawke n’osera pas s’y aventurer, d’autant que la mer est très mauvaise. Mais le chef anglais ordonne la poursuite générale alors que la ligne française s’étire dangereusement. La place d’un vaisseau-amiral se situe normalement au centre de l’escadre. Mais Conflans commet l’erreur de ne pas ordonner le repli en respectant l’ordre de marche traditionnellement réglé sur le vaisseau le plus lent. Le Soleil Royal, bon marcheur, navigue en tête. En début d’après-midi, il double les récifs des Cardinaux, au sud de l’île de Hœdic alors que les derniers vaisseaux sont à huit ou dix milles en arrière. Conflans commet alors une deuxième erreur : celle de ne pas virer immédiatement de bord lorsque le combat s’engage entre les quatre vaisseaux isolés de son arrière-garde et les neuf vaisseaux anglais les plus rapides qui les ont rattrapés.
Lorsqu’il le fait enfin, il est bien tard. Le Formidable, qui n’est plus qu’une carcasse sanglante a baissé pavillon. Le Héros (74 canons), désemparé, est sur le point de faire de même. Accompagné de l’Intrépide (74) qui a viré de bord avec lui, le Soleil Royal rejoint enfin le champ de bataille. Il dégage le Juste (70), accablé sous les coups de quatre ennemis et qui faisant eau de toute part, cherche à quitter le champ de bataille. Le Soleil Royal assiste au naufrage du Thésée (74), qui a commis l’erreur de manœuvrer dans la houle les sabords de sa batterie basse ouverts. Plusieurs vaisseaux anglais tirent sur le Soleil Royal, mais sans lui faire grand mal. Avec l’arrivée du reste de l’escadre ennemie en fin d’après-midi, Conflans cherche à engager directement le combat avec Hawke. Il ouvre le feu sur son navire, le Royal George (100) dont une terrible bordée vient d’envoyer le Superbe (74) par le fond. Les bâtiments échangent plusieurs volées, mais l’Intrépide, en partie positionné entre les deux vaisseaux-amiraux attire sur lui l’essentiel du feu anglais. Avec la tempête, la confusion devient générale. Dans les deux flottes, les navires se gênent pour manœuvrer et certains s’abordent. C’est le cas du Soleil Royal, qui entre en collision avec trois bâtiments dont le Tonnant, incident qui lui fait perdre sa civadière.
Cette avarie mineure n’est cependant pas de nature à le mettre hors de combat. Conflans songe alors à virer de bord de nouveau dans l’intention de doubler le plateau du Four, à la hauteur du Croisic, de sortir de la baie et se faire suivre au large par l’armée navale, Soleil Royal en tête. Mais la nuit, qui survient de bonne heure en cette période de l’année met fin au combat et oblige tous les protagonistes à jeter l’ancre presque sur les lieux du combat. Le Soleil Royal, après avoir semble-t-il tiré les derniers coups de canons de la bataille, passe la nuit dans la baie mais se rend compte au matin qu'il est proche des vaisseaux anglais et coupe son câble pour se rapprocher du Croisic. Il y rejoint le Héros qui a réussi à échapper à la capture et s’est trainé à la côte sous gréement de fortune. Ce navire étant désemparé, il reste en théorie seize vaisseaux à Conflans pour reprendre le combat ou faire retraite en bon ordre. Mais au matin du 21 novembre, la situation lui échappe complètement : malgré ses signaux de ralliement, huit vaisseaux prennent le large et s’éloignent vers le sud. Ils s‘enfuient vers l’île d'Aix, puis Rochefort, laissant Conflans seul avec neuf bâtiments face à toute l’escadre anglaise.
La nuit n’a pas été facile pour Hawke : la tempête ne s’est pas calmée et il a perdu deux vaisseaux venus se fracasser sur le plateau du Four en tentant de poursuivre les Français. Mais il lui en reste vingt-et-un et il est déterminé à reprendre le combat d'autant que les vaisseaux du commodore Duff l'ont rejoint. Conflans n’a pas d’autre solution que de s’enfuir vers la Loire ou la Vilaine. Dans la soirée, sept vaisseaux et quatre bâtiments légers réussissent à franchir la barre de la Vilaine grâce à la marée, mais le Soleil Royal reste coincé au Croisic avec le Héros toujours désemparé. Au matin du 22, la météo se fait plus clémente. Hawke ordonne à deux petits vaisseaux de 50 canons qui n’ont pas participé au combat de l’avant-veille, les HMS Chatham et Portland ainsi qu’à la frégate Vengeance de s’approcher de la côte pour mettre le feu au Soleil Royal et au Héros. Estimant le Soleil Royal perdu, Conflans – qui s’en est extrait difficilement la veille – donne l’ordre de l’incendier. Le navire n’étant qu’à quelques encablures du Croisic, on craint qu’une explosion n’endommage le port, mais les cales et les soutes à poudre étant déjà noyées, le Soleil Royal se consume sans incident. L’équipage est sauf, mais la belle artillerie du bâtiment n'a pu être sauvée. Profitant de la fumée, plusieurs canots et chaloupes anglaises s’approchent et mettent le feu au Héros que son équipage n’a pas encore incendié par crainte, là aussi, d’une explosion. L’une de ces embarcations serait parvenue sur l’arrière du Soleil Royal et aurait réussi à s’emparer du grand soleil entouré de rayons d’or qui servait d’ornement à la poupe du vaisseau-amiral pour l’emporter comme un trophée.

## Les suites de la destruction du navire

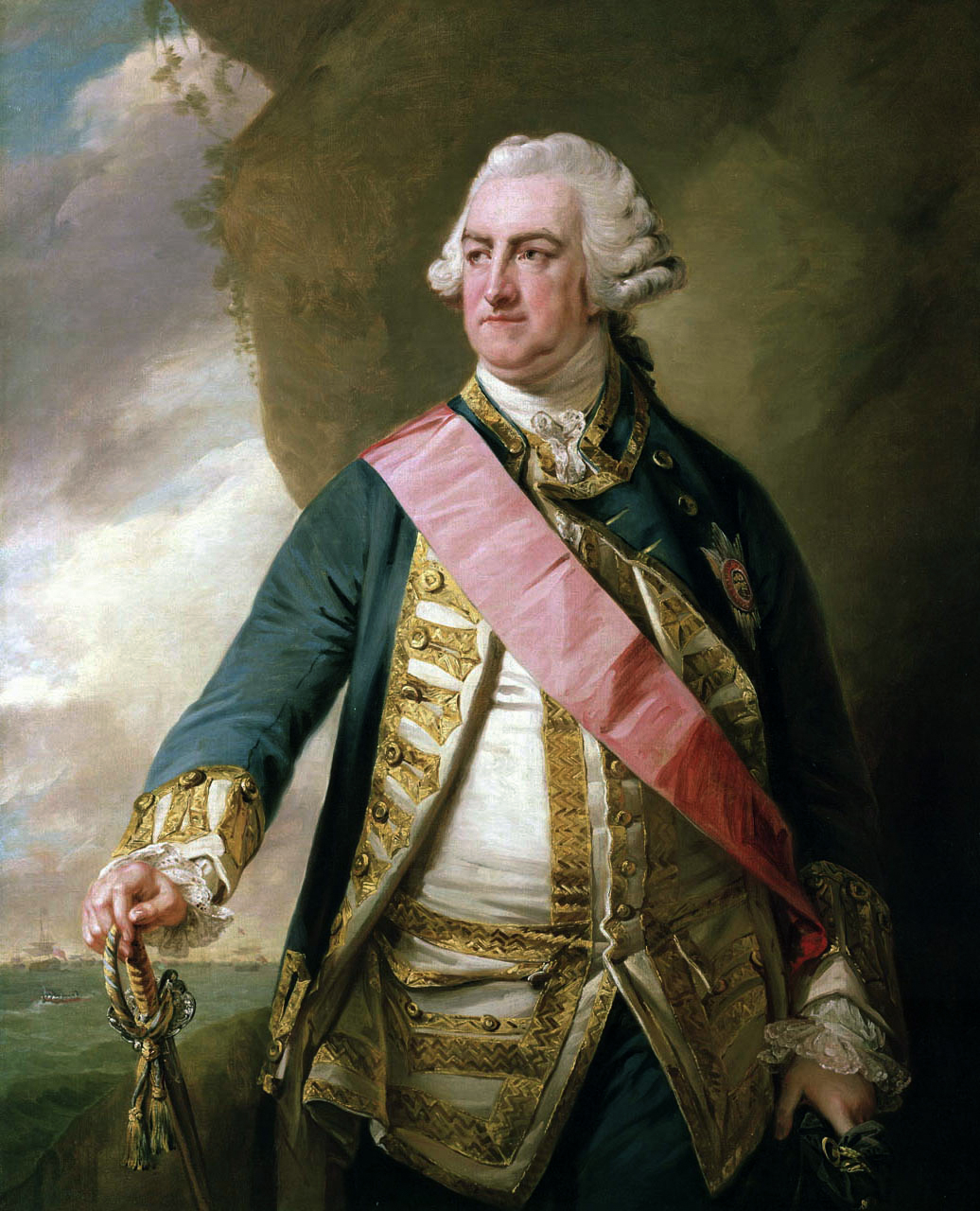
Edward Hawke, vainqueur, exige que les canons du Soleil Royal lui soient livrés, mais sans succès.

### La polémique sur le sort des canons
Le vaisseau consumé, le duc d’Aiguillon ordonne aussitôt de travailler au relèvement des canons dans l’épave (et de même pour ceux du Héros). C’est alors que Hawke, qui était allé croiser jusqu’à l’île d'Aix pour tenter d’y saisir le groupe de vaisseaux qui s’y étaient réfugiés, reparait devant Le Croisic. Un de ses officiers, le capitaine Ouvry, touche terre avec une missive qui déclare que les canons sont maintenant la propriété de l’Angleterre et qu’il canonnera, bombardera et livrera aux flammes les villes et les villages qu’il pourra approcher si un seul boulet est envoyé aux bâtiments de Sa Majesté britannique pendant qu’il travaillerait à les enlever. Cette lettre arrogante est qualifiée de « plaisanterie » par le duc d’Aiguillon alors que l’officier qui veille sur les lieux, le marquis de Broc, répond que si un bâtiment anglais s’approche du rivage, il emploiera tous les moyens en son pouvoir pour lui faire prendre le large. De Broc tient parole : il fait ouvrir immédiatement le feu contre plusieurs navires qui n’ont pas tenu compte de son avertissement.
Prudent malgré tout, le duc d’Aiguillon fait stopper les travaux et entre en relation avec Hawke. Celui-ci persiste dans sa démarche et déclare trouver extraordinaire qu’on eût tiré sur ceux de ses vaisseaux qui, d’après ses ordres, allaient travailler au sauvetage de l’artillerie du Soleil Royal et du Héros, artillerie qui, d’après les lois anglaises était la propriété des marins de son armée. Hawke réclame aussi que l’équipage du Héros, qui s’était rendu, lui soit livré. Ces demandes sont finalement examinées par un conseil composé d’officiers généraux de la marine et de capitaines de vaisseaux. À l’unanimité, ce conseil déclare que les Anglais n’ont aucun droit sur l’artillerie du Soleil Royal qui ne s’est pas rendu, n’a pas été capturé et que les Français ont incendié eux-mêmes. Les demandes sur le Héros sont de même rejetées. L’affaire en reste là : Hawke rentre en Angleterre et les Français reprennent leur chantier.
Les documents d’époque indiquent que 72 des 80 canons ont été relevés. En 1955, la découverte fortuite d’un pêcheur permet la remontée d’un canon de 24 livres venant de la deuxième batterie. L'arme est splendidement ornementée : sur l'arrière un faune semble jaillir du bronze, la lumière est percée dans un coquillage et les anses sont en forme de dauphin. Un profil de Louis XIV entouré de feuilles de chêne est sculpté sur le dessus de la pièce qui est parsemée de fleurs de lys. Autour de la culasse est gravée l’inscription « Faict par Jean Baudé Fondeur général de l’artillerie et marine de France à Toulon – 1670. » Ce canon a donc été fondu 89 ans avant la bataille pour le Royal Louis ou le Dauphin Royal, construits alors dans le même arsenal. Il mesure 3,62 mètres et pèse 2 259 kg. Aujourd’hui restaurée et replacée sur un affut, la pièce est exposée dans le jardin de l’hôtel de ville du Croisic. Cette découverte a été complétée en 1982 par une campagne de fouille qui a permis de dégager 953 autres objets dont de nombreuses armes et munitions tels des boulets ordinaires, des boulets ramés en fonte et en plomb, des grappes de mitraille, appelées à l’époque « grappes de raisin ».

### La fin d'un symbole
Le Soleil Royal fait partie des six navires perdus par la Marine royale lors de cette bataille qui met un terme aux projets de débarquement en Angleterre. Avec le Formidable, c'est l'un des deux vaisseaux de 80 canons perdus sur les quatre engagés dans la bataille. Statistique cruelle, le Soleil Royal est le deuxième vaisseau-amiral perdu par la France en 1759 : l’Océan, qui commandait l’escadre de Toulon, ayant été incendié dans des circonstances voisines lors de la bataille de Lagos, sur les côtes du Portugal, trois mois plus tôt. Sur les six vaisseaux de 80 canons que possédait la France au début de la Guerre de Sept Ans, c’est le quatrième qui est pris ou détruit. Sur l'intégralité de ce conflit, catastrophique pour la Marine royale, le Soleil Royal est l'un des trente-sept vaisseaux perdus par la France.
Avec la perte ou la fuite de quatorze vaisseaux sur vingt-et-un, cette défaite devrait normalement se conclure par un conseil de guerre, d’autant qu’une virulente polémique oppose Conflans à l'un de ses subordonnés, Joseph de Bauffremont, sur la responsabilité des évènements. Mais le Ministère, qui semble redouter qu’un conseil ne mette sur la place publique le manque d’organisation, d’argent et de matelots de l’escadre de Brest, ainsi que la trop grande complexité du plan d’invasion, préfère ne pas donner suite. Toutefois, la réputation de Conflans sera définitivement compromise : couvert d’opprobre malgré cinq décennies de bons états de service, il ne reprendra plus jamais la mer et mourra oublié en 1777.
La fin du vaisseau-amiral Soleil Royal rappelle celle du premier bâtiment de la lignée, perdu lui aussi lors d’une grande bataille en 1692, la gloire en moins, car le Soleil Royal de 1669 avait explosé après un combat acharné, contrairement à celui de Conflans, qui n’a joué qu’un rôle secondaire dans la bataille et a fini tristement, sous la flamme de son propre équipage. Échaudé par cette affaire, le Ministère ne lancera pas de nouveau Soleil Royal, alors que les autres navires symboles de la monarchie française sur les mers, les Dauphin Royal et les Royal Louis iront respectivement jusqu’à leur quatrième et sixième exemplaire au tournant du XVIIIe et du XIXe siècle.

## Galerie: leSoleil Royalvu par les peintres anglais
Il n’existe aucune peinture française de la bataille des Cardinaux que certains historiens appellent le « Trafalgar de l'Ancien Régime. » Les peintres anglais (ou d'origine étrangère vivant en Angleterre) ont, victoire oblige, abondamment illustré cet évènement. Le Soleil Royal s’y trouve souvent représenté, mais de façon plus ou moins réaliste.

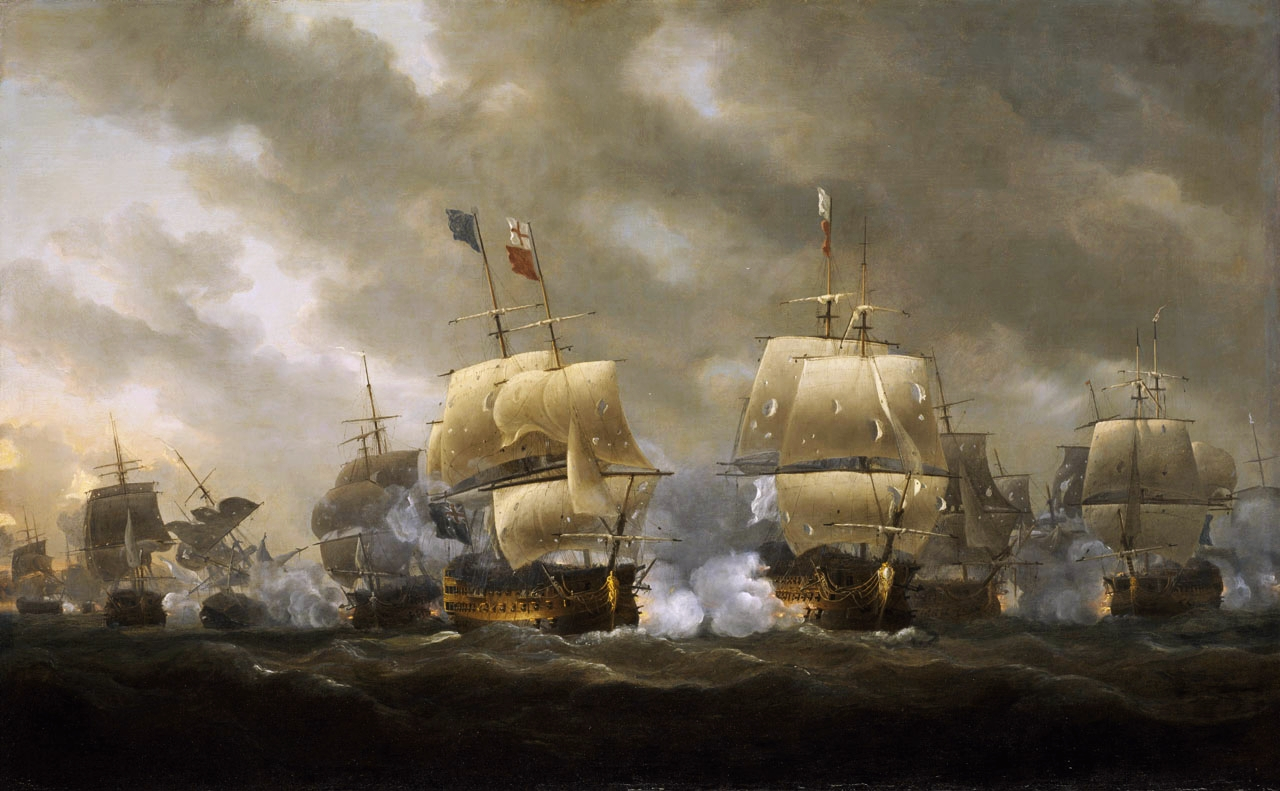
Le Soleil Royal, à droite, combattant le HMS Royal George. Une peinture tardive (1812) et imaginaire du vaisseau qui est présenté sous la forme d’un trois-ponts à 100 canons alors qu’il n’en avait que deux avec 80 canons. (Nicholas Pocock)
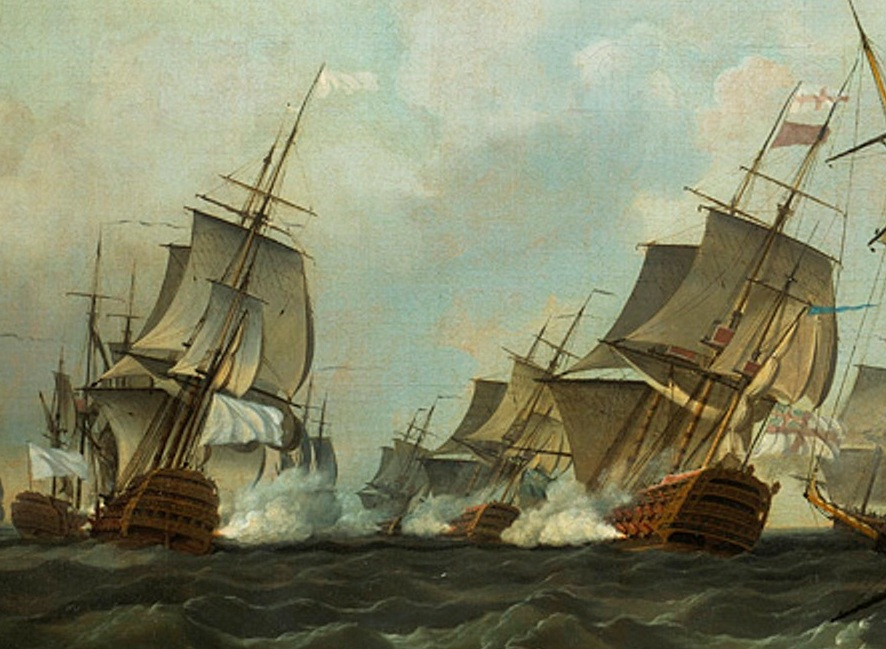
Le Soleil Royal, à gauche, combattant le HMS Royal George. Le navire cette fois encore, est représenté sous la forme d’un trois-ponts, probablement pour donner un aspect plus égalitaire au duel des deux amiraux. (Richard Paton)
Le Soleil Royal, deuxième navire en partant de la droite. Cette représentation réaliste laisse entrevoir l’abondante décoration (bleutée) sur la partie supérieure de la bordée et la puissance réelle du navire avec deux ponts seulement. (Dominique Serres)
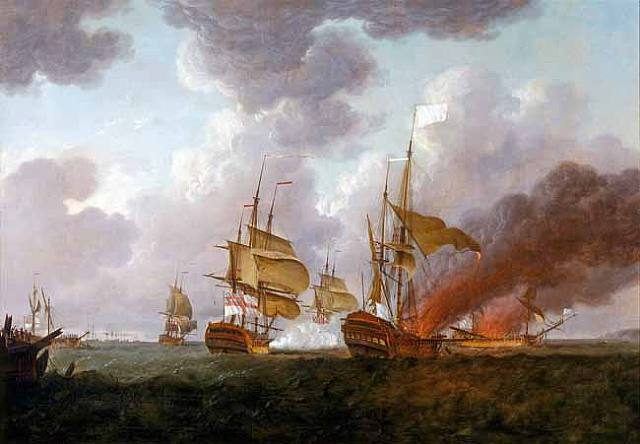
Le Soleil Royal (et le Héros) incendiés au Croisic deux jours après la bataille. La présence du vaisseau anglais tirant sur les navires échoués est parfaitement imaginaire. (Richard Paton)

## Annexes

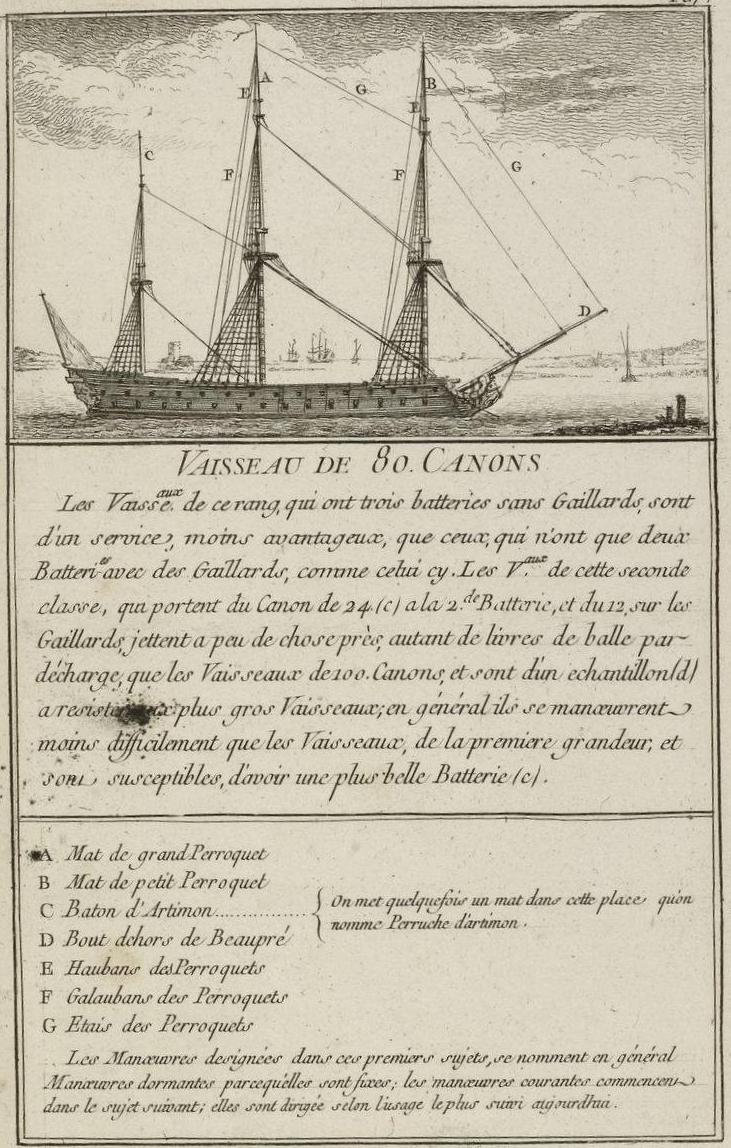
Profil d'un vaisseau de 80 canons du même type que le Soleil Royal au milieu du XVIIIe siècle.

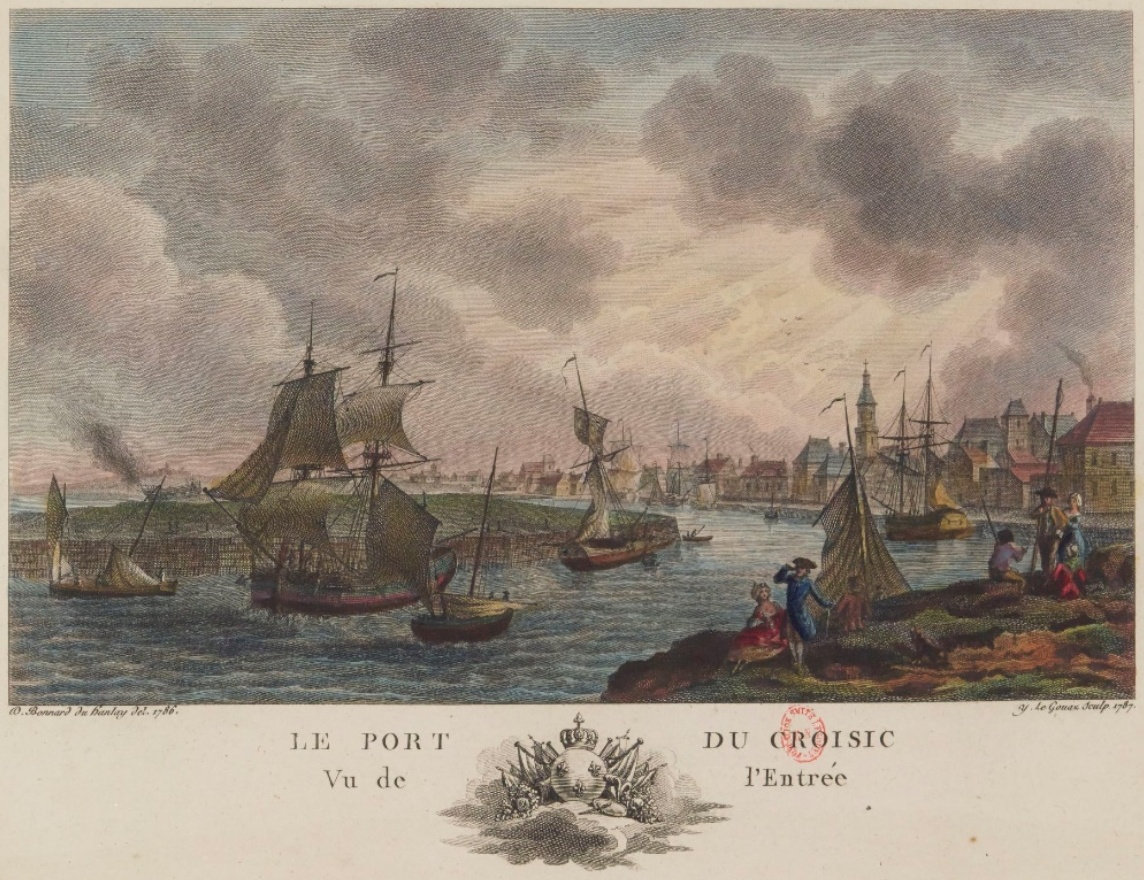
Le petit port du Croisic au milieu du XVIIIe siècle, près duquel est brûlé le Soleil Royal.

### Sources
- Archives Nationales de France, MIC 139, Liste des Vaisseaux du Roy pour l'année 1752.
- Archives du Musée de la Marine de Paris (Plans et dessins des décors).
- Service Historique de la Marine (Fort de Vincennes Paris), divers documents.

#### Ouvrages récents
- Martine Acerra et André Zysberg, L'essor des marines de guerre européennes : vers 1680-1790, Paris, SEDES, coll. « Regards sur l'histoire » (no 119), 1997, 298 p. [détail de l’édition] (ISBN 2-7181-9515-0, BNF 36697883)
- Alain Boulaire, La Marine française : De la Royale de Richelieu aux missions d'aujourd'hui, Quimper, éditions Palantines, 2011, 383 p. (ISBN 978-2-35678-056-0)
- Olivier Chaline, Les Cahiers du Pays de Guérande, Société des Amis de Guérande (no 53), 2011 (ISSN 0765-3565)
- Olivier Chaline, La mer et la France : Quand les Bourbons voulaient dominer les océans, Paris, Flammarion, coll. « Au fil de l’histoire », 2016, 560 p. (ISBN 978-2-08-133327-7)
- Alain Demerliac, La Marine de Louis XV : Nomenclature des Navires Français de 1715 à 1774, Nice, Oméga, 1995
- Jean-Michel Eriau, Le Trésor des homards verts, Paris, France-Empire, 1986, 207 p. (ISBN 2-7048-0473-7)
- Garnier Jacques (dir.), Dictionnaire Perrin des guerres et des batailles de l'histoire de France, Paris, éditions Perrin, 2004, 906 p. (ISBN 2-262-00829-9)
- Guy Le Moing, La bataille des « Cardinaux » : (20 novembre 1759), Paris, Economica, coll. « Campagnes et stratégies », 2003, 179 p. (ISBN 2-7178-4503-8, BNF 38940411)
- Jean Meyer et Martine Acerra, Histoire de la marine française : des origines à nos jours, Rennes, Ouest-France, 1994, 427 p. [détail de l’édition] (ISBN 2-7373-1129-2, BNF 35734655)
- Rémi Monaque, Une histoire de la marine de guerre française, Paris, éditions Perrin, 2016, 526 p. (ISBN 978-2-262-03715-4)
- Jean-Michel Roche (dir.), Dictionnaire des bâtiments de la flotte de guerre française de Colbert à nos jours, t. 1, de 1671 à 1870, éditions LTP, 2005, 530 p. (lire en ligne)
- Étienne Taillemite, Dictionnaire des marins français, Paris, Tallandier, coll. « Dictionnaires », octobre 2002, 537 p. [détail de l’édition] (ISBN 978-2847340082)
- Michel Vergé-Franceschi, La Marine française au XVIIIe siècle : guerres, administration, exploration, Paris, SEDES, coll. « Regards sur l'histoire », 1996, 451 p. (ISBN 2-7181-9503-7).
- Michel Vergé-Franceschi (dir.), Dictionnaire d'histoire maritime, Paris, éditions Robert Laffont, coll. « Bouquins », 2002, 1508 p. (ISBN 2-221-08751-8 et 2-221-09744-0).
- Patrick Villiers, La France sur mer : de Louis XIII à Napoléon Ier, Paris, Fayard, coll. « Pluriel », 2015, 286 p. (ISBN 978-2-8185-0437-6, BNF 44313515).
- Patrick Villiers, Des vaisseaux et des hommes : La marine de Louis XV et de Louis XVI, Paris, Fayard, coll. « Histoire », 2021, 416 p. (ISBN 978-2-213-68127-6)
- André Zysberg, La monarchie des Lumières : 1715-1786, Paris, Éditions du Seuil, coll. « Points Histoire », 2002, 552 p. (ISBN 2-02-019886-X).

#### Ouvrages anciens
- Georges Lacour-Gayet, La Marine militaire de la France sous le règne de Louis XV, Honoré Champion éditeur, 1910 (1re éd. 1902) (lire en ligne).
- Henri Rivière, Histoire maritime de la France au dix-huitième siècle, t. 2, Paris, Le Normant, 1855, 471 p. (lire en ligne)
- Onésime Troude, Batailles navales de la France, t. 1, Paris, Challamel aîné, 1867-1868, 453 p. (lire en ligne)

### Vaisseaux de prestige de la Marine royale
- La série des Soleil Royal
- La série des Dauphin Royal
- La série des Royal Louis